# 菲尔·伯吉斯
菲尔·伯吉斯（英語：Phil Burgess，1988年7月1日—），英国男子橄榄球运动员。他曾代表英国七人制国家队参加2016年夏季奥林匹克运动会七人制橄榄球比赛，获得一枚银牌。